# DragonFly BSD
DragonFly BSD é um sistema operacional livre do tipo Unix, o qual originou-se de um fork do FreeBSD 4.8. Matthew Dillon, antigo desenvolvedor do FreeBSD entre 1994 e 2003, começou a trabalhar no DragonFly BSD em junho de 2003, anunciando o fork do projeto FreeBSD na lista de e-mails do mesmo em 16 de Julho de 2003.
Dillon começou o DragonFly na crença de que os métodos e técnicas de thread e multiprocessamento assimétrico adotadas no FreeBSD 5 o levaria a uma performance pobre e de difícil manutenção. Ele tentou corrigir suas suspeitas no projeto FreeBSD 5. Devido aos conflitos com os outros desenvolvedores do FreeBSD sobre a implementação de suas idéias, e outras razões, sua habilidade de modificar diretamente o código do FreeBSD acabou sendo revogada. Apesar disto, os projetos  DragonFly BSD e FreeBSD ainda trabalham em conjunto contribuindo na correção de defeitos, drivers e outras atualizações e melhorias dos sistemas.
Destinado a ser a continuação lógica da série 4.x do FreeBSD, o desenvolvimento do DragonFly divergiu significamente do FreeBSD, incluindo uma nova implementação de linhas de execução para processos leves no núcleo, um sistema de ports/mensageiro leve, e o sistema de arquivos rico em recursos HAMMER.
Segundo seus desenvolvedores, o DragonFly BSD pode ser considerado a "evolução lógica do FreeBSD série 4.x". Outra característica interessante do DragonFly BSD é que muitos conceitos empregados em seu desenvolvimento são inspirados no AmigaOS.

## Design do sistema

### Gerenciamento de pacotes
Softwares de terceiros estão disponíveis no DragonFly como pacotes binários via pkgng ou de uma coleção de portes nativos - DPorts.
O DragonFly originalmente usou a coleção de Portes do FreeBSD como seu sistema oficial de gerenciamento de pacotes, mas a partir da versão 1.4 mudou para o sistema pkgsrc do NetBSD, que foi percebido como uma forma de diminuir a quantidade de trabalho necessário para a disponibilidade de software de terceiros. Eventualmente, a manutenção da compatibilidade com o pkgsrc provou exigir mais esforço do que foi inicialmente previsto, então o projeto criou o DPorts, um overlay rodando em cima da coleção de Portes do FreeBSD.

### Sistema de arquivos HAMMER
Ao lado do sistema de arquivos Unix, que tipicamente é o sistema de arquivos padrão em BSDs, o DragonFly BSD suporta o sistema de arquivos HAMMER. Ele foi desenvolvido especificamente para o DragonFly BSD para fornecer um análogo rico em recursos, porém ainda melhor projetado do cada vez mais popular ZFS. HAMMER suporta o histórico configurável do sistema de arquivos, instantâneos, soma de verificação, desduplicação de dados e outros recursos típicos para sistemas de arquivos desse tipo.
A próxima geração do sistema de arquivos HAMMER (HAMMER2) está sendo desenvolvida por Dillon. O DragonFly BSD 3.8.0 foi a primeira versão lançada a incluir suporte para o HAMMER2, embora seja declarado como não estando pronto para uso geral nas notas de versão.

### devfs
Em 2007, o DragonFly BSD recebeu um novo sistema de arquivos de dispositivo (devfs), que adiciona e remove dinamicamente nós de dispositivos, permite acessar dispositivos por caminhos de conexão, reconhece dispositivos por números de série e remove a necessidade de hierarquia de sistema de arquivos pré-populada /dev. Foi implementado como um projeto Google Summer of Code 2009.